# عبد المجيد الخنفر
عبد المجيد محمد حسين الخنفر (1343 هـ/1922م - )ولد المربي الفاضل عبد المجيد محمد حسين الخنفر في الكويت، قرب براحة مبارك (مكان مسجد الدولة الكبير، وما حوله في الحي الوسط '1' عام 1343 ه (1922).ارسل في بعثة دراسية إلى البحرين خلال الحرب العالمية الثانية، وعاد إلى الكويت بعد عامين، وتم قبول طلبه للتعيين مدرسا في دائرة المعارف عام،1942 حيث بدأ مدرسا في المدرسة المباركية إلى عام،1950 ثم انتقل إلى المدرسة الشرقية وظل بها حتى عام،1957 ثم مدرسة المتنبي حتى عام،1963 ثم ناظرا لمدرسة الفارابي حتى عام 1965.

## حياته
بدأ المربي الفاضل بتدريس مادة الرياضة البدنية، ثم أصبح مدرسا شاملا في المرحلة الابتدائية، كما اسهم في تدريس اللغة الإنكليزية في 'المباركية' و'الشرقية' 'والمتنبي'، ودرس إلى جانب ذلك علوما أخرى كالتاريخ والجغرافيا، تكملة لجدوله التدريسي.
وترقى بعد ذلك في سلم الوظائف، فمن ناظر لمدرسة الفارابي إلى مفتش إداري في التعليم الابتدائي، إلى وكيل وزارة مساعد في وزارة التربية والتعليم، إلى ان تقاعد عام 1972.
ويذكر المربي الفاضل ان الدراسة كانت على فترتين: من السابعة صباحا إلى الثانية عشرة، ومن الثالثة إلى الرابعة والنصف أو الخامسة مساء، وهو ما جعل المدرسين يشعرون بالإرهاق، حيث كانوا يسيرون على الاقدام ذهابا وعودة، سواء اكان البيت قريبا ام بعيدا، ويقول المربي الفاضل انه عندما كان ناظرا لمدرسة الفارابي عام 1963 تقدم مع مجموعة من النظار بطلب إلى السيد فيصل صالح المطوع وكيل الوزارة آنذاك، ليكون العمل فترة واحدة، فاستجاب لهم حيث بدأ الدوام الواحد في العام الثاني.
وقد كان المربي الفاضل من هواة الرياضة ومن محبي القراءة والاطلاع.

## من اساتذته
- الملا راشد السيف، والملا عيسى مطر.
- السيد عمر عاصم.،
- الشيخ عبدالمحسن البابطين.

## من تلاميذه
- الشيخ سعد العبد الله السالم الصباح.
- الشيخ سالم صباح السالم الصباح.
- الفريق يوسف بدر الخرافي وكيل وزارة الداخلية سابقا.
- اللواء فؤاد مساعد الصالح الوكيل المساعد في وزارة الداخلية سابقا.
- الشيخ فهد الأحمد الجابر الصباح والشيخ حمد صباح الاحمد الجابر الصباح.
- السيد عبد الرحمن الدولة.
- السيد محمد صالح الملا.
- السيد جبر الجلاهمة.
- د. سليمان البدر وزير التربية الاسبق.
- والسيد أنور النوري.
- د. عبد الرحمن العوضي وزير الصحة الاسبق.